# Keraniganj
Keraniganj är ett underdistrikt i Bangladesh. Det ligger i den centrala delen av landet. Huvudstaden Dhaka ligger i Keraniganj.
Trakten runt Keraniganj består till största delen av jordbruksmark. Runt Keraniganj är det mycket tätbefolkat, med 6 019 invånare per kvadratkilometer.